# Prelucă
Prelucă – wieś w Rumunii, w okręgu Alba, w gminie Scărișoara. W 2011 roku liczyła 72 mieszkańców.